# Перцл, Адольф
Адольф Перцл (хорв. Adolf Percl) — югославский хорватский футболист, нападающий. Участник Олимпиады 1924 года.

## Карьера

### Клубная
Всю свою игровую карьеру провёл в белградском клубе БСК, однако по другим данным, выступал в составе загребской «Конкордии».

### В сборной
В составе главной национальной сборной Королевства СХС дебютировал 28 июня 1926 года выйдя на замену в проходившем в Загребе товарищеском матче со сборной Чехословакии, встречу его команда проиграла со счётом 2:6, а последний раз сыграл за сборную 10 апреля 1927 года в проходившем в Будапеште товарищеском матче со сборной Венгрии, эту встречу его команда проиграла со счётом 0:3. 3 октября 1926 года Адольф забил 2 мяча на 47-й и 49-й минутах проходившего в Загребе товарищеского матча со сборной Румынии, однако, несмотря на это, встречу его команда проиграла со счётом 2:3. Кроме того, был в заявке сборной на Олимпиаде 1924 года, однако, на поле не выходил. Всего провёл за главную сборную страны 3 матча, в которых забил 2 мяча в ворота соперников.